# Thomas Bertolini
Pour les articles homonymes, voir Bertolini.
Thomas Bertolini (né le 11 juillet 1988 à Rovereto, dans la province autonome de Trente, dans le Trentin-Haut-Adige, en Italie) est un coureur cycliste italien. Ses cousins Alessandro et Denis, comme son frère Bruno, sont également cyclistes.

## Palmarès sur route
- 2006
  -  Médaillé d'argent du championnat d'Europe sur route juniors
- 2007
  - Mémorial Fausto Coppi
  - 1re étape du Tour de Berlin (U23)
- 2008
  - Trofeo Comune di Lamporecchio

## Classements mondiaux
| Année           | 2007 | 2008 | 2009 | 2010 | 2011 | 2012 |
| --------------- | ---- | ---- | ---- | ---- | ---- | ---- |
| UCI Europe Tour | 619e |      |      | 591e |      | 515e |

## Palmarès sur piste

### Championnats d'Italie
- 2006
  -  Champion d'Italie de course aux points juniors
  - 2e du championnat d'Italie de poursuite par équipes juniors